# Шохорда (селище)
Шохорда́ (рос. Шохорда) — селище у складі Шабалінського району Кіровської області, Росія. Входить до складу Гостовського сільського поселення.
Населення становить 68 осіб (2010, 157 у 2002).
Національний склад станом на 2002 рік — росіяни 93 %.